# Oswald Haberland

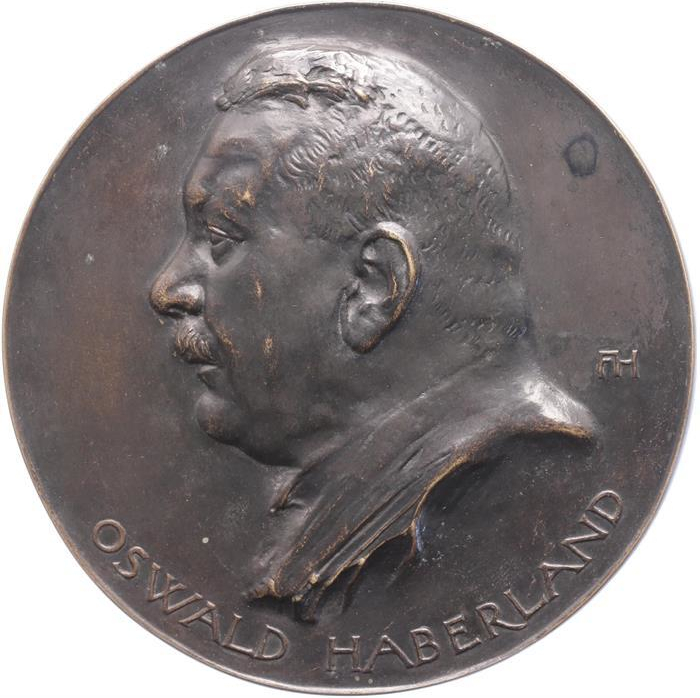
Porträt-Relief Oswald Haberlands von Friedrich Hörnlein

Friedrich Wilhelm Oswald Haberland (* 1. März 1877 in Gorden; † 31. Dezember 1947 in Hannover) war ein deutscher Erzgießermeister, Kunsthändler und Unternehmer.

## Leben

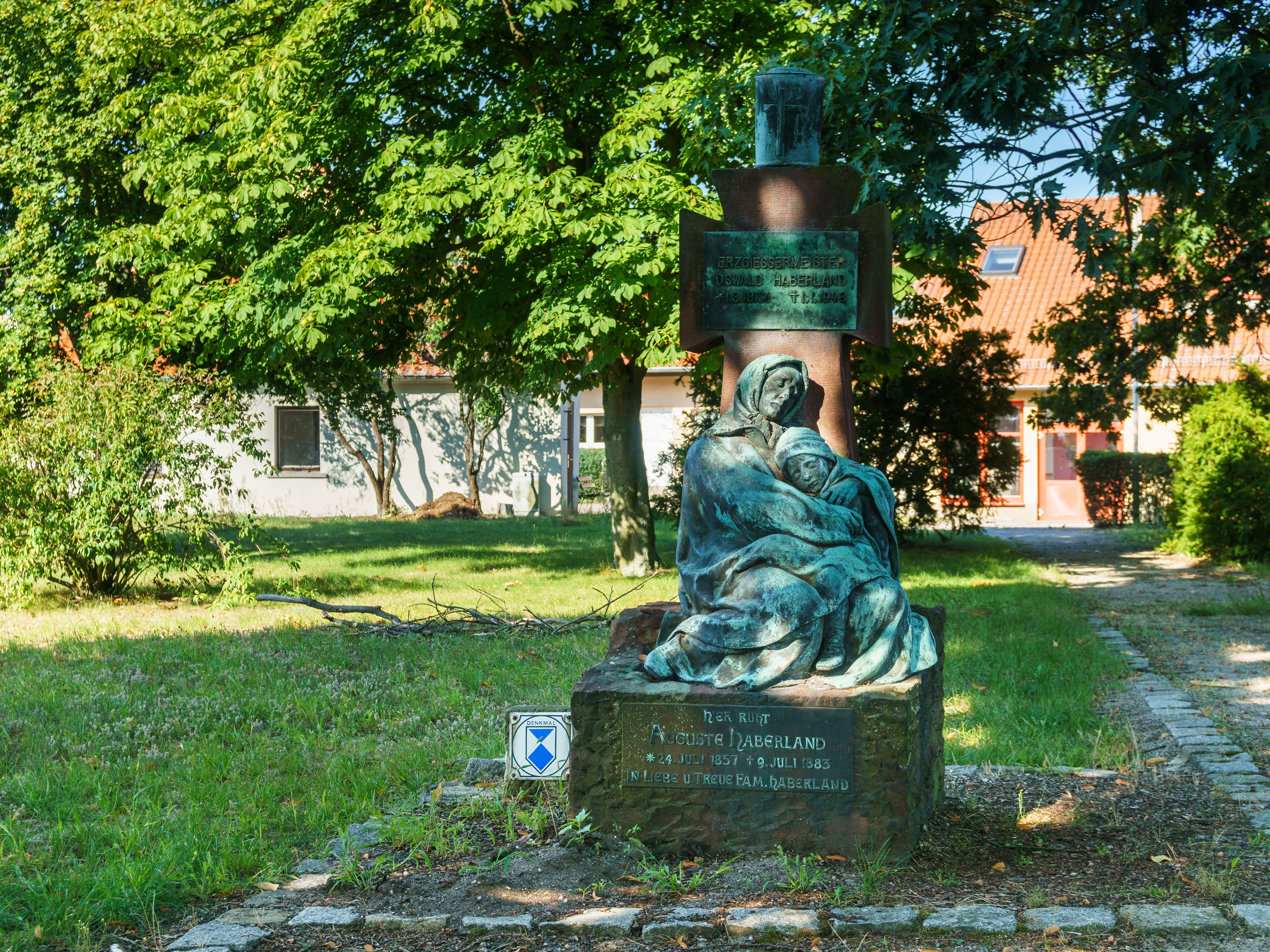
Denkmal Mutter und Kind in Gorden

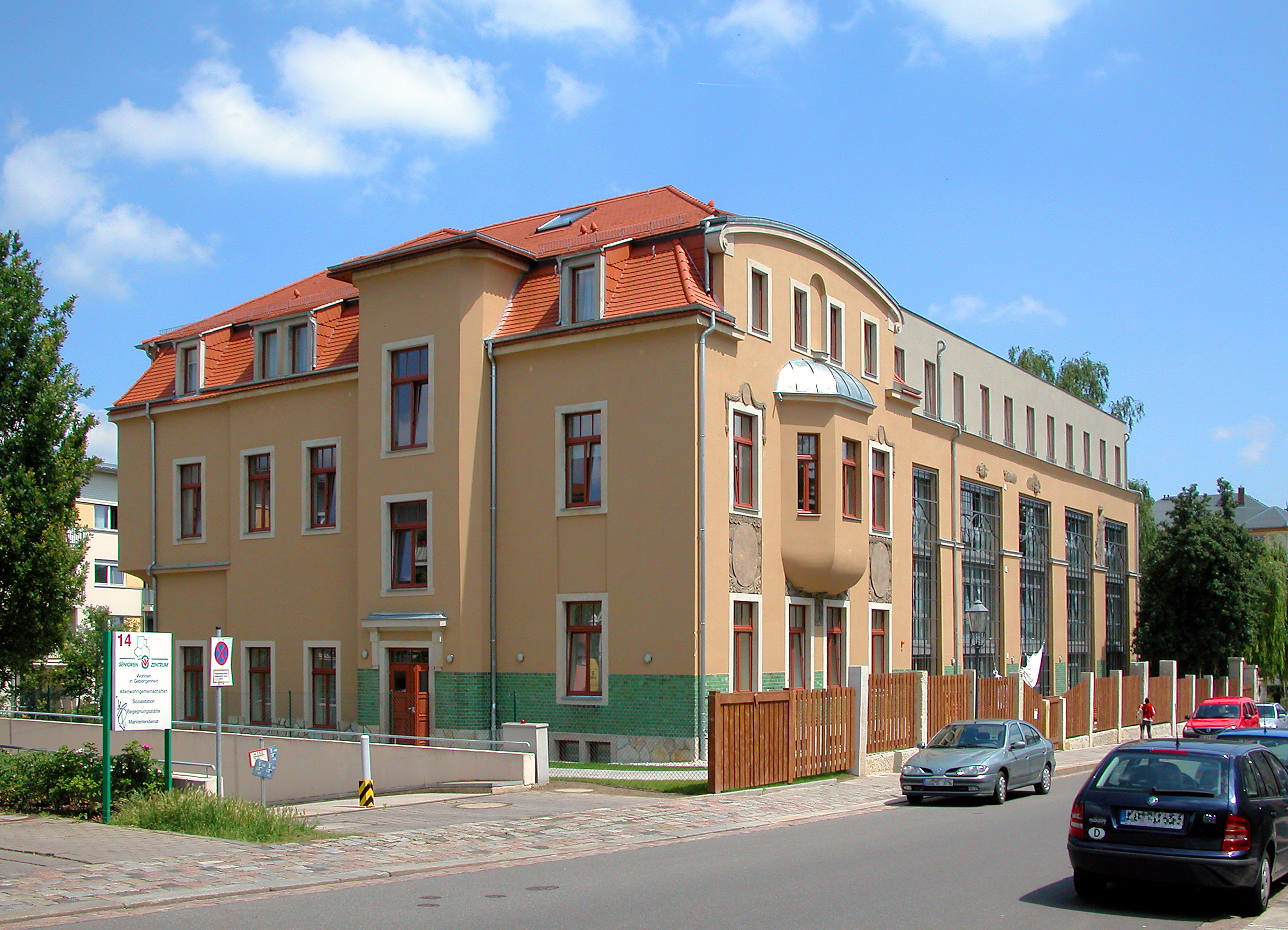
Ehemalige Kunstgießerei
Pirner & Franz, Zustand 2009

### Frühe Jugend
Oswald Haberland wurde 1877 im heute südbrandenburgischen Gorden als Sohn der damals zwanzigjährigen Auguste Haberland (1857–1883) geboren. Nach dem frühen Tod seiner Mutter wuchs der unehelich geborene Haberland bei seinen Großeltern auf. Seine Lehrzeit zum Former verbrachte er im nahegelegenen Lauchhammer, wo die Kunstgießerei durch die dort ansässige Kunst- und Glockengießerei bereits eine lange Tradition hatte. Zahlreiche Künstler und Erzgießer von Rang und Namen schufen hier ihre Werke oder entsprangen selbst dem renommierten Unternehmen. Künstlerisch und handwerklich begabt avancierte auch Oswald Haberland zum Erzgießermeister.

### Als Erzgießer und Kunsthändler in Dresden
Um die Jahrhundertwende wechselte er nach Dresden, wo er 1911 in Dresden-Neustadt seine eigene Kunstgießerei gründete. 1918 übernahm er die traditionsreiche Kunst- und Erzgießerei Pirner & Franz im Dresdner Stadtteil Löbtau, welche sich zuvor vor allem mit Monumentalplastiken einen Namen gemacht hatte. Nach der Übernahme fokussierte Haberland die Produktion mehr in das Segment Kleinplastiken, um auch nach Übersee Geschäftsbeziehungen aufbauen zu können.
Im Jahre 1924 eröffnete er gemeinsam mit einem weiteren Teilhaber im Dresdner „Hotel du Nord“ in der Prager Straße die Dresdner Kunsthalle, wo unter anderem die bei Pirner & Franz gegossenen Kunstwerke angeboten wurden. 1927 folgte in der Reichsstraße (heute Fritz-Löffler-Straße) die Eröffnung der „Kunsthandlung Oswald Haberland“.
Zu jener Zeit recht erfolgreich, schuf Oswald Haberland im Jahr 1926, 43 Jahre nach dem Tod seiner Mutter, ein Denkmal zu Ehren seiner Mutter. Die lebensgroße Bronzeskulptur zeigt eine schlafende, ärmlich gekleidete junge Frau, die sitzend ihren Kopf an ein Kreuz lehnt und ihre Arme schützend und wärmend um den Körper eines auf ihrem Knie sitzenden Jungen geschlungen hat. Es wurde auf dem Friedhof seines Geburtsortes Gorden aufgestellt. Der künstlerische Entwurf des Denkmals stammt der Künstlersignatur nach mit hoher Wahrscheinlichkeit vom Dresdner Bildhauer Richard Schnauder (1886–1956).
In den 1920er Jahren unterhielt Haberland Geschäftsbeziehungen mit namhaften Dresdner Bildhauern, darunter Fritz Maskos (1896–1967), Arthur Lange (1875–1929), Richard König (1863–1937), Reinhard Schnauder (1856–1923) und dessen Sohn Richard Schnauder (1886–1956) sowie die Bildhauerin Etha Richter (1883–1977), welche ihre Plastiken in seinem Unternehmen gießen ließen und die bis in die Gegenwart auf zahlreichen Auktionen angeboten wurden.

### Übersiedlung nach Hamburg und letzte Jahre in Hannover
Infolge der Auswirkungen der Weltwirtschaftskrise siedelte Haberland allerdings mit seinem in Schwierigkeiten geratenem Unternehmen nach Hamburg-Altona um, wo er einige Zeit eine Bildgießerei betrieb. Das Unternehmen war hier laut dem Amtlichen Fernsprechbuch für den Oberpostdirektionsbezirk Hamburg im Jahre 1931 in der Stresemannstraße 118 ansässig, und Haberlands Sohn Herbert fungierte als Firmeninhaber. Oswald Haberland selbst wird als Prokurist der Hamburg-Altonaer Bildgießerei aufgeführt und wohnte am Mühlendamm 1. Im Jahre 1935 wurde die Firma schließlich ins niedersächsische Hannover verlegt. In Hannover goss Haberland 1937 eine weitere Mutter und Kind genannte Freiplastik der Künstlerin Gertrud Henninger (1889–1977). Diese befindet sich heute auf dem Saarlouisplatz in Braunschweig-Lehndorf.
Seine Erzgießerei wurde 1939 endgültig von seinen Söhnen Erich und Herbert Haberland übernommen und firmierte bis 1971 als „Erzbildgießerei E. & H. Haberland“. Zeitweise die einzige Bronzegießerei Nordwestdeutschlands, entstanden hier zahlreiche Bronzekunstwerke oder wurden repariert und finden sich teils noch in der Gegenwart an öffentlichen Orten der Region.
Auch wenn auf seiner Grabtafel der 1. Januar 1948 als Todestag angegeben ist: Oswald Haberland starb an Silvester 1947 in Hannover. Seinem Wunsch entsprechend wurde seine Asche nach Gorden verbracht und dort in einer Urne auf dem Kreuz des Denkmals beigesetzt. Die Freiplastik steht heute unter Denkmalschutz und ist eines der wenigen sichtbaren Überreste des inzwischen zu einer Parkanlage umgewandelten ehemaligen Dorffriedhofs.

## Familie

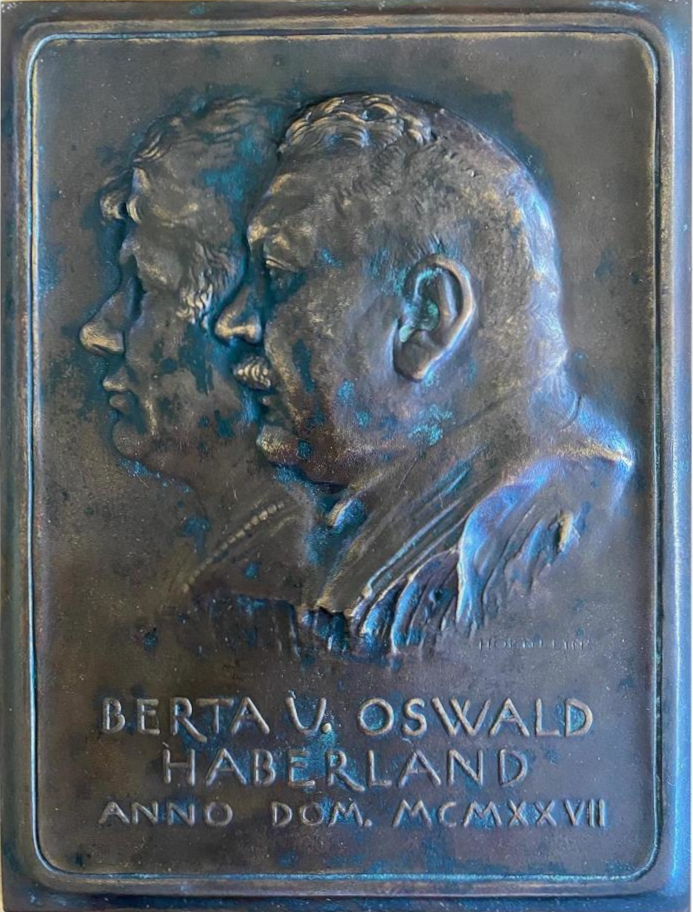
Berta und Oswald Haberland

Oswald Haberland war mit Anna Berta geborene Ober verheiratet. Der renommierte Medailleur Friedrich Hörnlein (1873–1945) schuf mehrere Bronzegussplaketten mit den Antlitzen von Oswald und Berta Haberland. Ein anlässlich der Silberhochzeit des Paares mit der Jahreszahl MCMXXVII (1927) geschaffenes Exemplar weist darauf hin, dass die Hochzeit im Jahre 1902 stattfand. Das Ehepaar hatte drei Kinder, darunter die 1903 geborenen Zwillinge Berta und Erich:
- Berta Erna Margarete Haberland (* 19. September 1903;[14] † nach 1979), Sopranistin, Zwillingsschwester von Erich
- Oswald Otto Erich Haberland (* 19. September 1903; † 17. Januar 1964),[15] Maler, Bildhauer, Ziseleur und Unternehmer
- Kurt Walter Herbert Haberland (* 2. November 1906; † 6. Juni 1979)[16], Erzgießermeister und Unternehmer[17]

## Werk (Auswahl)
- 1926: Mutter und Kind, Freiplastik von Richard Schnauder (1886–1956), Gorden[3]
- 1929: Freiplastik einer trauernden Frau, Stadtfriedhof Elsterwerda (verschollen)[3]
- 1937: Mutter und Kind, Freiplastik von Gertrud Henninger, Saarlouisplatz in Braunschweig-Lehndorf[18]

Außerdem entstand um etwa 1929 in der zu jener Zeit von Oswald Haberland geführten Dresdner Erzgießerei Pirner & Franz die Bronzeplastik Der Schwimmer von Erich Haberland, welche mit hoher Wahrscheinlichkeit von Oswald und Herbert Haberland gegossen wurde. Diese wurde um 1950 am Hannoveraner Strandbad am Maschsee aufgestellt.

## Ehrungen
- Fritz Maskos: Porträtbüste Oswald Haberlands, 1921[19]
- Fritz Maskos: Plakette zum 40-jährigen Jubiläum von Pirner & Franz, 1921[19]